# 一硫化炭素
一硫化炭素（いちりゅうかたんそ、carbon monosulfide）とは、炭素と硫黄が1原子ずつ結合してできた、2原子からなる分子である。分子式はCS、分子量は44.08。

## 合成法・性質
一硫化炭素は、−185 ℃に冷却しながら二硫化炭素に無声放電を行うと得られる
。こうして得られた一硫化炭素（CS）は、白色の粉末で、無臭である。しかし、−180 ℃以上になると爆発的に重合して、(CS)nとなり、色も赤や褐色に変色する。この重合してできた(CS)nは、水やエタノールには溶けず、二硫化炭素には溶ける。また、200 ℃にまで加熱すると、炭素と硫黄とに分解する。

## その他の製法
二硫化炭素に太陽光が照射されると、この光によって二硫化炭素が、一硫化炭素と硫黄とに分解する。

## 主な参考文献
- 大木 道則、大沢 利昭、田中 元治、千原 秀昭 編集 『化学辞典』 p.123（左上部） 東京化学同人 1994年10月1日発行 ISBN 4-8079-0411-6
- 化学大辞典編集委員会 編集 『化学大辞典 （縮刷版） 9』 p.664 共立出版 1964年3月15日発行 ISBN 4-320-04023-6